# Marco Emilio Papo
Marco Emilio Papo (en latín Marcus Aemilius Papus) fue nombrado dictador en el 321 a. C., año en que los romanos recibieron su derrota memorable frente a los samnitas cerca de Batalla de las Horcas Caudinas.